# Класификација комбинације на Тур де Франсу
Класификација комбинације је класификација у којој се сабира учинак возача у остале три класификације, генералном пласману, брдској класификацији и класификацији по поенима, позната је и као класификација за најбољег ол араунд возача. На Тур де Франсу је постојала 15 година, Еди Меркс је освојио пет пута.

## Историја
Класификација комбинације је представљена на Тур де Франсу 1968. и победник је добијао белу мајицу. Рангирање је вршено тако што се возачу који је први додаје 1 бод, другопласираном 2 бода итд. Победник је возач који има најмање бодова.
1975. на Тур де Франсу је уведена класификација за најбољег младог возача и победнику је додељивана бела мајица и класификација комбинације је привремено укинута. Враћена је 1980. спонзор је био француска телевизија TF1 и такмичење је носило назив Гран при TF1. Ово је трајало само две године, након чега је класификација комбинације опет укинута. Враћена је по трећи пут 1985. и додељивала се мајица најбољем у класификацији.
1989. класификација комбинације је и дефинитивно укинута са Тура, директор Тура је објаснио да жели да модернизује Тур де Франс и класификација више није враћана.

## Победници
| - 1989. Стивен Рокс - 1988. Стивен Рокс - 1987. Жан Франсоа Бернар - 1986. Грег Лемонд - 1985. Грег Лемонд - 1983 — 1984. Није било класификације - 1982. Бернар Ино - 1981. Бернар Ино - 1980. Лудо Петерс - 1975—1979. Није било класификације - 1974. Еди Меркс - 1973. Јоп Зутемелк - 1972. Еди Меркс - 1971. Еди Меркс - 1970. Еди Меркс - 1969. Еди Меркс - 1968. Франко Битоси |

### Вишеструки победници
| Позиција | Име         | Држава    | Број победа | Године                        |
| -------- | ----------- | --------- | ----------- | ----------------------------- |
| 1        | Еди Меркс   | Белгија   | 5           | 1969, 1970, 1971 , 1972, 1973 |
| 2        | Бернар Ино  | Француска | 2           | 1981, 1982                    |
| 2        | Грег Лемонд | SAD       | 2           | 1985, 1986                    |
| 2        | Стивен Рокс | Холандија | 2           | 1988, 1989                    |

### По државама
| Држава    | Број бициклиста који су победили | Број победа |
| --------- | -------------------------------- | ----------- |
| Белгија   | 2                                | 6           |
| Француска | 2                                | 3           |
| Холандија | 2                                | 3           |
| SAD       | 1                                | 2           |
| Италија   | 1                                | 1           |